# 燕川水库
燕川水库是中国河北省石家庄市灵寿县境内的一座水库，位于大清河系磁河上，建于1970年。水库正常库容为1400万立方米，集雨面积为41平方千米，海拔为190米。